# Otonabee-South Monaghan
Otonabee-South Monaghan es un municipio canadiense situado en la provincia de Ontario.

## Superficie
Otonabee-South Monaghan tiene una superficie de 346,15 km².

## Demografía
En 2021, tenía 7087 habitantes, una densidad poblacional de 20,5 hab./km², y 3050 viviendas.